# Савршена конкуренција
Савршена конкуренција је тржишна структура у којој постоји много продаваца и потрошача. Да би савршена конкуренција била присутна на тржишту потребно је испунити следеће услове:
1. Број купаца и понуђача треба да буде такав да нико од њих не може да утиче на услове размене.
2. Цену одређује тржиште и нико од купаца и понуђача не може утицати на њен ниво.
3. Сви учесници на тржишту су савршено информисани о карактеристикама производа и услуга које размењују.
4. Понуда и потражња за производима и услугама је хомогена и дељива.
5. У било ком тренутку је могућ слободан улазак и излазак са тржишта.

## Kрива потражње
У савршеној конкуренцији, крива тражње за појединачну компанију је хоризонтална, а за цело тржиште је опадајућа.

## Крива понуде
Крива понуде фирме која послује на савршено конкурентном тржишту у кратком року је део криве граничних трошкова која стоји изнад просечних варијабилних трошкова. Крива понуде фирме која послује на савршено конкурентном тржишту на дуг период је део њене криве граничних трошкова који стоји изнад просечних укупних трошкова. Крива тржишне понуде је хоризонтални збир свих појединачних кривих понуде. 